# Richard Bruns
Richard Wilhelm Hermann Bruns (født 28. juni 1900 i Hannover, Tyskland, død 20. september 1947 på Akershus fæstningen, Norge) var tysk gestapo-officer som arbejdede i Norge under 2. verdenskrig. Han blev efter krigen dømt for krigsforbrydelser og henrettet.
Bruns blev ansat i det tyske politi i 1920. Han kom til Norge i oktober 1941, og fra januar 1942 arbejde han for Gestapo i Oslo. Han var SS-Untersturmführer og Kriminalobersekretar.
Bruns blev dømt til døden den 20. marts 1946 for grov tortur mod elleve nordmænd. Han blev frikendt for drabet på to nordmænd, da disse var blevet skudt under et flugtforsøg. Dødsdommen blev stadfæstet i Højesteret, og Bruns blev henrettet i september 1947. 